# Poggenpohlhütte
Die Poggenpohlhütte ist eine Schutzhütte der Sektion Oldenburg des Deutschen Alpenvereins (DAV). Sie liegt bei der Ortschaft Dötlingen im Oldenburger Land im Landkreis Oldenburg in Deutschland. Es handelt sich um eine Selbstversorgerhütte ohne Bewirtschaftung. Es existiert ein Parkplatz an der Hütte.

## Geschichte
Die Sektion Oldenburg wurde am 8. Mai 1912 in Oldenburg als Sektion Oldenburg des Deutschen und Österreichischen Alpenvereins (DuOeAV) gegründet. Der Vorstand der Sektion Oldenburg hat im Jahr 1958 ein etwa 15.000 m² großes bewaldetes Hügelgelände, gelegen an dem Naturschutzgebiet Poggenpohlsmoor erworben, um es in seiner Ursprünglichkeit zu erhalten und um es den Sektionsmitgliedern als Wanderziel und zum geruhsamen Aufenthalt zur Verfügung stellen zu können. Auf diesem Gelände begann man 1961 mit dem Bau einer Schutzhütte. Der Bau der Hütte wurde im Laufe eines Jahres durchgeführt. Genau am Tag des 50-jährigen Sektionsjubiläums am 8. Mai 1962 konnte die Hütte unter dem Namen Poggenpohlhütte eingeweiht und an die Sektion Oldenburg als Eigentum übergeben werden.

## Tourenmöglichkeiten
- Rundwanderung bei Dötlingen, 11,4 km, 3 Std.[3]

## Karten
- Großenkneten im Naturpark Wildeshauser Geest: 1:12.500 Gemeindeplan mit Freizeitkarte 1: 25.000 inkl. Rad- und Wanderwegen Inlinerrouten: Fahrrad, Sport, Freizeit (KVplan Ostfriesland-Region) Landkarte – Gefaltete Karte ISBN 978-3896416810